# Castildelgado
Castildelgado ist ein Ort und eine zur bevölkerungsarmen Serranía Celtibérica gehörende Gemeinde (municipio) mit nur noch 35 Einwohnern (Stand: 2024) im Norden der spanischen Provinz Burgos in der autonomen Region Kastilien-León. Castildelgado liegt am Jakobsweg (Camino Francés).

## Lage und Klima
Der Ort Castildelgado liegt am im Sommer meist trockenfallenden Río San Julián im Osten der kastilischen Hochebene (meseta) in einer Höhe von ca. 755 m nahe der Grenze zum ehemaligen Königreich Navarra (heute La Rioja) etwa auf halber Strecke zwischen den Städten Logroño (ca. 58 km Fahrtstrecke östlich) und Burgos (ca. 55 km westlich). Das Klima ist gemäßigt bis warm; Regen (ca. 635 mm/Jahr) fällt übers Jahr verteilt.

## Bevölkerungsentwicklung
| Jahr      | 1857 | 1900 | 1950 | 2000 | 2018 |
| Einwohner | 226  | 146  | 158  | 82   | 36   |

Die Mechanisierung der Landwirtschaft, die Aufgabe bäuerlicher Kleinbetriebe und der daraus resultierende geringere Arbeitskräftebedarf haben seit der Mitte des 20. Jahrhunderts zu einem deutlichen Rückgang der Einwohnerzahlen geführt (Landflucht).

## Wirtschaft
Die Gemeinde ist in hohem Maße landwirtschaftlich geprägt, wobei die Viehzucht kaum noch eine Rolle spielt.

## Geschichte
Über die frühe Geschichte des Ortes ist so gut wie nichts bekannt – keltische, römische, westgotische und selbst maurische Spuren fehlen. Im Mittelalter gab es ein von Alfons VII. († 1157) gegründetes Pilgerhospiz. Etwa zur selben Zeit begann der Territorialkonflikt zwischen Kastilien und Navarra, der letztlich erst im 14./15. Jahrhundert beigelegt wurde. Im 16. Jahrhundert wurde der alte Ortsname Villaypún zugunsten von Bischof Delgado (s. u.) aufgegeben.

## Sehenswürdigkeiten
- Die dreischiffige Kirche des Ortes ist dem Apostel Petrus geweiht und stammt aus dem 16. Jahrhundert; sie ist die Ruhestätte von Francisco Delgado. Während das von einem Glockenturm (campanario) überhöhte Äußere insgesamt nahezu schmucklos ist, ist das Innere ist von Sterngewölben bedeckt. Zur Ausstattung gehören mehrere überreich dekorierte spätbarocke Altarretabel (retablos); der Hauptaltar birgt eine Muttergottesstatue aus dem 13. Jahrhundert.[4][5][6]
- Die Casa de los Condes de Berberana ist das bedeutendste Haus im Ort.
- Von einem ehemaligen Palacio stehen nur noch der Torbogen und Teile des Mauerrings.[7]
- Die Ermita de Santa María del Campo besteht seit dem 13. Jahrhundert. Die aufwändig gestaltete Portalfassade mit ihrem Glockengiebel (espadaña) wurde im 18. Jahrhundert ergänzt

## Persönlichkeiten
- Francisco Delgado López (1514–1576), Bischof von Lugo und Jaén, gewählter Bischof von Santiago de Compostela, nahm am Konzil von Trient (1545–1563) teil.